# El cazador y la reina del hielo
El cazador y la reina del hielo (en inglés, The Huntsman: Winter's War) es una película estadounidense de fantasía oscura, acción-aventuras dirigida por Cedric Nicolas-Troyan, en parte precuela y secuela de la película de 2012 Blancanieves y la leyenda del cazador. Está basada en los personajes del cuento de hadas alemán Blancanieves compilado por los hermanos Grimm y en La reina de las nieves de Hans Christian Andersen. El guion está escrito por Craig Mazin y Evan Spiliotopoulos. Está protagonizada por Chris Hemsworth, Charlize Theron, Emily Blunt, Jessica Chastain y Nick Frost. La fotografía principal comenzó el 6 de abril de 2015. Se estrenó el 22 de abril de 2016.

## Argumento
Mucho antes de la historia de Blancanieves, la reina Ravenna (Charlize Theron) se entera de que su hermana menor Freya (Emily Blunt) no solo está involucrada en una relación ilícita con Andrew, Duque de Blackwood (Colin Morgan), sino que además está embarazada de él. Tiempo después, Freya da a luz a una niña, pero el Duque de Blackwood está comprometido con otra mujer, haciendo imposible que se case con Freya. 
Un día, Freya recibe una nota de él, diciendo que tenían oportunidad de escaparse y crear una familia muy lejos de ahí, por lo que acuerdan una cita para arreglar los planes. Unos minutos después de llegar al lugar acordado, Freya ve que el dormitorio de su bebé está en llamas. Corre desesperadamente hacia el lugar, pero llega demasiado tarde. Ahí descubre que había sido Andrew el culpable del asesinato de su hija y, en un ataque de dolor, lo mata con sus poderes de hielo, que había mantenido largamente reprimidos; tras esto, su cabello se vuelve blanco, y cae desmayada en los brazos de Ravenna.
Freya, llena de ira y dolor, abandona el reino de su hermana y construye su propio palacio de hielo, profundamente aislado en el Norte. Sin importarle quién muriese, se dedica a secuestrar niños para entrenarlos y convertirlos en sus Cazadores. Eric (Chris Hemsworth) y Sara (Jessica Chastain), dos de sus guerreros más excepcionales, se enamoran, y una noche planean fugarse, sólo para descubrir que Freya era consciente de su secreto. La regla número uno en el Reino de Freya es que el amor está prohibido, ya que es considerado un pecado grave, sólo para personas débiles. Freya hace que sus demás Cazadores se enfrenten a Eric y Sara, y después crea una enorme pared de hielo para separararlos, antes de obligar a Eric a ver cómo Sara era asesinada por sus compañeros cazadores. Eric es entonces golpeado y arrojado al río.
Siete años después, en el reino del Sur, la reina Blancanieves cae misteriosamente enferma tras escuchar al espejo mágico de Ravenna llamándola. Debido a su magia oscura, ordena que sea llevado a un lugar conocido como el "Santuario", para que su magia pueda ser contenido de una vez por todas. El esposo de Blancanieves, el rey William, se encuentra con Eric y le informa de que el espejo mágico había sido robado mientras iba de camino a su destino. Eric acepta a regañadientes la propuesta del rey William de encontrar el espejo mágico y llevarlo al "Santuario", acompañado del enano aliado de Blancanieves, Nion (Nick Frost), y de su medio hermano Gryff (Rob Brydon). Eric se da cuenta de que Freya ha estado observando en secreto la conversación a través de una máscara que proyecta su conciencia en la forma de un búho nival, y lo destruye. Freya ahora conocía la existencia del espejo, y también quería tenerlo sus manos.
Mientras, en el camino, Eric y los dos enanos encuentran el lugar donde los soldados de Blancanieves habían sido atacados, y se dan cuenta de que en realidad se habían matado entre ellos mismos. Logran recuperar una flecha con un diamante incrustado. Se marchan de ahí y se refugian en una cabaña cercana. Minutos más tarde, entra un grupo de hombres diciendo ser Cazadores de la Reina de Hielo. Los tres son atacados y, justo antes de que Eric fuera decapitado, una persona con capucha lo rescata. Al quitarse la capucha, se dan cuenta de que es Sara, quien al acercarse a Eric le propina un buen golpe, dejándolo inconsciente. Al despertar, Eric se encuentra encadenado, y cree que está soñando; pero Sara lo hace volver a la realidad, y lo maltrata, puesto que vio a Eric huir de palacio y abandonarla, y se sintió traicionada por él. Eric llega entonces a la conclusión de que la muerte de Sara había sido solo una visión conjurada por Freya con el fin de engañarlo. Freya les hizo ver a ambos lo que ella quiso que vieran, para engañarlos: Eric vio la muerte de Sara, y ella lo vio a él abandonarla y escapar. Eric revela que él nunca dejó de amar a Sara, y se ponen de acuerdo en trabajar juntos.
Algún tiempo después, los cuatro están caminando por el bosque, cuando se ven atrapados en una trampa tendida por las enanas Bromwyn (Sheridan Smith) y Doreena (Alexandra Roach). Al ser liberados, proponen una tregua: Eric les daba a ellas la flecha con el diamante, si ellas les proporcionaban a cambio información sobre quién pudo haberse llevado el espejo. Ellas aceptan el trato, les dicen que el robo lo habían cometido los avariciosos duendes, y les prometen llevarlos hasta el lugar dónde ellos guardan todos sus tesoros, a cambio de poder ellas coger las joyas que encontraran, todo lo que pudiesen cargar.
El grupo llega al Santuario de los duendes y, tras derrotarlos, capturan el espejo mágico y lo cubren. En determinado momento, Sara se da cuenta de que Eric todavía llevaba el collar de su madre, que ella misma le había regalado años atrás, en señal de su amor; Eric responde que jamás se lo quitó. Cuando están acampando, Sara convence al grupo de devolver el espejo por la mañana, y no por la noche. Eric no soporta estar lejos de ella, aunque continúe molesta por lo que pensaba que había visto en el pasado; se acerca y, tras decirse mutuamente que seguían amándose, pasan la noche juntos haciendo el amor. Por la mañana, se dan cuenta de que Freya los había encontrado; la Reina revela entonces que Sara había estado usando a Eric solo para encontrar el espejo. En el caos que sigue, Nion y Doreena tratan de impedirle a la Reina que se llevase el espejo, y esta los convierte en estatuas de hielo.
A pesar de todo esto, Eric sigue amando a Sara; y la Reina, para demostrar que el amor traiciona, le ordena a Sara matar a Eric. Ella, sin dudarlo, lanza una flecha en el pecho de Eric, que cae. Freya entonces se retira y se va con el espejo mágico y con las estatuas de Nion y Doreena; pero la Reina no se ha dado cuenta de que Sara había disparado intencionadamente su flecha apuntando al collar que llevaba Eric, y que este todavía estaba vivo.
Mientras tanto, ya en el reino, Freya se acerca al espejo y recita un hechizo inscrito en él. Un líquido dorado surge entonces, y finalmente se transforma en Ravenna. Esta revela que había introducido su espíritu en el espejo antes de que Blancanieves le quitase la vida, y que ahora Ravenna era parte del espejo. Eric, mientras, se ha infiltrado en el reino helado con ayuda de Gryff y Bromwyn. Intenta asesinar a Freya con una flecha, pero es detenido por Ravenna. Cuando Freya se da cuenta de que Sara realmente no había matado a Eric, sentencia a ambos a muerte por influjo de Ravenna. Sin embargo, Eric es capaz de convencer a los otros cazadores para que lucharan contra Ravenna y Freya, reclamando el amor de hermanos. Después de esto, Ravenna comienza a matar a muchos de los cazadores. 
Freya se da cuenta entonces de que ama a sus cazadores, y forma una pared de hielo entre los cazadores y ellas. Mientras los restantes cazadores intentan pasar por encima de la pared, las dos hermanas comienzan a discutir. En cierto momento, Ravenna le dice a Freya que pensaba que ya le había conseguido quitar su debilidad y la había hecho más fuerte. Freya entonces le pregunta cómo había hecho eso. Ravenna, sabiendo que había cometido un error, no quiere responder; pero la Reina de Hielo se lo ordena y, como Ravenna hace parte del espejo, no tiene más remedio que cumplir sus órdenes. Freya descubre así que Ravenna había encantado a Andrew para que matara a su hija, puesto que el espejo le había revelado que la bebé de Freya, al crecer, iba a ser mucho más hermosa que Ravenna, y esta no quiso arriesgarse. Freya se llena de furia por esta revelación y se vuelve contra su hermana, uniendo fuerzas con Eric y Sara. Pero Ravenna, con la magia del espejo, es mucho más poderosa, por lo que logra herir a Freya fatalmente, y por poco asesinar a Eric y Sara. Aún agonizando, la Reina de Hielo congela el espejo, y Eric durante la pelea consigue arrojar su hacha al centro del objeto mágico, que poco a poco se fragmenta y se deshace, destruyendo el espíritu de Ravenna. Freya observa cómo Eric y Sara se abrazan, alegres de estar juntos de nuevo, por lo que afirma que son "afortunados", para después sucumbir a sus heridas; con su último aliento, ve un reflejo de ella en el pasado cargando a su bebé, y muere.
Los habitantes y los cazadores del reino celebran su victoria, ya que habían sido liberados. Eric y Sara se besan porque ahora pueden estar juntos; mientras, Doreena y Nion se besan confesando su amor, y después les siguen Gryff y Bromwyn. Mientras tanto, un misterioso pájaro de oro vuela por encima del castillo, dando a entender que el espíritu de Ravenna aún vive. Y la película termina con la frase: "Algunos cuentos de hadas se vuelven realidad, pero ninguno realmente se acaba."
En la escena poscréditos se puede observar, de espaldas en un balcón, a una mujer de vestido rojo con una corona en la cabeza (que podría ser Blancanieves), mientras que a lo lejos el pájaro de oro visto al final de la película vuela hacia ella y se posa a su lado.

## Reparto
- Chris Hemsworth como Eric "El cazador".
- Charlize Theron como Ravenna "La reina malvada".
- Emily Blunt como Freya "La reina de hielo".
- Jessica Chastain como Sara "La guerrera".
- Nick Frost como Nion.
- Sam Claflin como el Rey William.
- Rob Brydon como Gryff.
- Sheridan Smith como Mrs. Bromwyn.
- Alexandra Roach como Doreena.
- Sope Dirisu como Tull.
- Colin Morgan como el Duque de Blackwood, el enamorado de Freya.[4]
- Sam Hazeldine como Liefr.
- Sophie Cookson como Pippa.
- Conrad Khan como el joven Eric.
- Niamh Walter como la joven Sara.

## Producción
Una secuela estaba prevista, con el director Rupert Sanders en conversaciones para volver a dirigirla. Sin embargo, en agosto de 2012, se anunció que a raíz del escándalo que involucra el engaño de Sanders a su esposa con la actriz Kristen Stewart después de su participación en la primera película, la secuela fue dejada de lado, y por el contrario una película spin-off concentrada en la leyenda del cazador fue planeada, que no sería protagonizada por Stewart. Universal anunció unos días después de que no estaban archivando la secuela. Otro informe indicó que Universal autorizó una secuela con Stewart repitiendo su papel, pero sin Sanders retornando como director por el escándalo ocurrido. Un guion fue escrito y la producción estaba a punto de empezar en algún momento de 2013, para ser estrenada en 2015. En septiembre de 2013, Chris Hemsworth dijo que no sabía nada acerca de una secuela al hablar con la cadena de televisión E!. El 4 de junio de 2014, Deadline informó que Frank Darabont, Gavin O'Connor y Andrés Muschietti estaban en la lista de directores que podrían dirigir una secuela. El 26 de junio de 2014, Deadline confirmó que Darabont estaba en conversaciones para dirigir la secuela.
El 31 de julio de 2014, se anunció que no habría una secuela, sino una precuela, y se titulará The Huntsman (El Cazador), que no incluiría a la estrella Stewart como Blancanieves. El 16 de enero de 2015, se anunció que Darabont había salido de la película después de que abandonó Universal. Hemsworth y Theron regresarían para la película, mientras que el nombre de Emily Blunt estaba circulando para interpretar un papel. El 20 de enero de 2015, se confirmó que el especialista en efectos visuales Cedric Nicolas-Troyan fue elegido para dirigir la película, cuyo proyecto pasado fue escrito por Darabont, a raíz de los borradores de Craig Mazin y Evan Spiliotopoulos. El 24 de febrero de 2015, Jessica Chastain fue incluida para protagonizar la película, Nick Frost también volverá por su papel anterior, mientras que el rumor de que Emily Blunt podría interpretar un papel finalmente dejó de ser rumor y fue incluida al elenco de la película. El 18 de marzo de 2015, se reveló que Sheridan Smith, Rob Brydon y Alexandra Roach se incluyeron al casting para interpretar a enanos junto al personaje de Frost Nion. Sam Claflin volverá como William, esto fue confirmado por TheWrap el 7 de mayo de 2015.
La producción para la filmación de una última película aun no fue confirmada, pero el interés del público por una secuela con la actriz Kristen Stewart marca la necesidad de mantener el proyecto aun en carpetas para un futuro "Blancanieves y la rosa azul" aun para el 2020.

### Rodaje

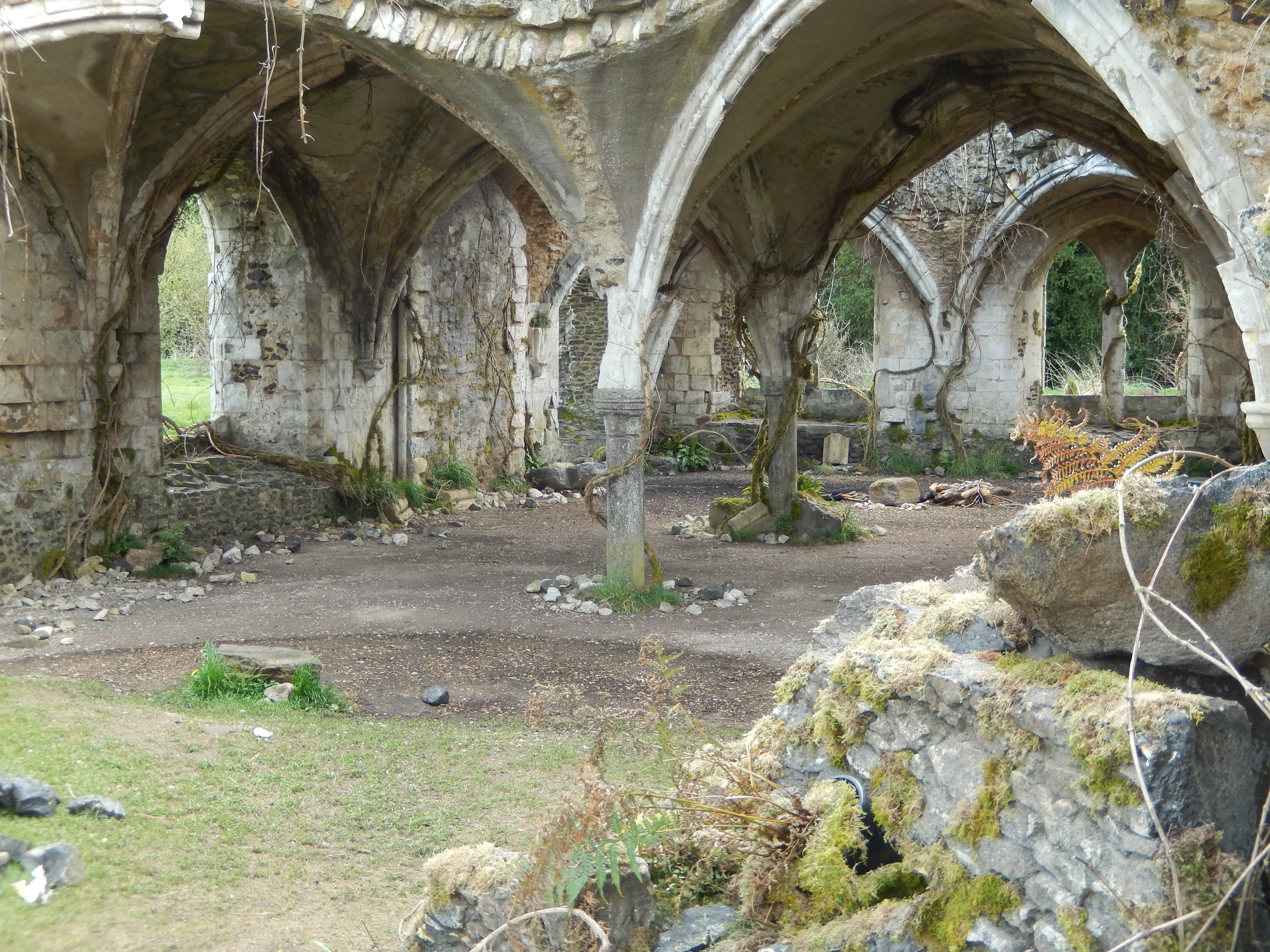
El refectorio a Waverley Abbey con las decoraciones falsas y escombros añadidos para su uso como set de filmación para The Huntsman

La fotografía principal de la película comenzó el 6 de abril de 2015. El rodaje tuvo lugar la Waverley Abbey de Surrey, Inglaterra, durante abril de 2015. El rodaje también tuvo lugar entre mayo y julio de 2015, en Windsor Great Park, Inglaterra, en lugares como el Bosque Sur, el Estanque de Johnson y en el Deer Park cerca de Snow Hill. El rodaje también fue realizado en la Catedral de Wells y el Palacio Episcopal, Somerset. En julio de 2015, el rodaje también tuvo lugar en Puzzlewood, en el Bosque Dean.

## Estreno
El 31 de julio de 2014, Universal Pictures programó el estreno de la película para el 22 de abril de 2016.

## Recepción

### Taquilla
Ya para el 26 de abril de 2016, El cazador y la reina del hielo había recaudado USD$ 22,5 millones en América del Norte y USD$ 79,1 millones en otros territorios para una recaudación mundial total de USD$ 101.6 millones.
En Estados Unidos y Canadá, el seguimiento temprano sugería que la película se estrenaría ganando USD$ 24-30 millones, que fue significativamente menor que el estreno de su predecesora con USD$ 56,2 millones en 2012. La película se estrenó en 3.791 salas de cine y recaudó USD$ 7.3 millones en su primer día, incluyendo USD$ 1 millón desde sus primeras proyecciones preestreno de jueves por la noche. En su primer fin de semana, recaudó un menor de lo esperado de USD$ 19.4 millones, que era aproximadamente un 64% menos del estreno de la película original. Debido a su pobre recaudación en fin de semana, se preveía que la película perdería USD$ 30-40 millones del estudio Universal, con algunas estimaciones que indicaban pérdidas totales de hasta USD$ 70 millones.
A nivel internacional, El cazador y la reina del hielo sería estrenada en un total de 65 países. Expertos de taquilla creen que la película terminara su ciclo de proyecciones obteniendo alrededor de USD$ 150 millones a nivel internacional, que es bastante menor que el total de USD$ 240 millones de su predecesora (USD$ 190 millones en valor actual). Y la única diferencia notable es que, si bien El cazador y la reina del hielo se ha asegurado una fecha de lanzamiento en China, Snow White & the Huntsman no tuvo este beneficio, como resultado, los analistas creen que esto podría hacer un poco de diferencia. Fue estrenada en 18 países, dos semanas antes de su estreno en Estados Unidos, recaudando USD$ 19.1 millones de 3.969 pantallas y obtuvo aperturas n.º 1 en once de estos y segunda en general en las listas internacionales de taquilla, detrás de la película de superhéroes Batman v Superman: Dawn of Justice. En su segundo fin de semana, añadió 7 nuevos mercados y recaudó un total de USD$ 17,8 millones, cayendo solamente un 8% de su fin de semana de preestreno y todavía se mantuvo en el puesto número 2 detrás de El libro de la selva. Todavía era la n.º 2 en su tercer fin de semana. Sus mejores estrenos se produjeron en China (USD$ 10.4 millones), Reino Unido e Irlanda (USD$ 4,2 millones), Brasil (USD$ 3,1 millones), México (USD$ 2,8 millones), Francia (USD$ 2,6 millones), Corea (USD$ 2,1 millones), Rusia (USD$ 2 millones), Filipinas (USD$ 1,6 millones), Malasia (USD$ 1,6 millones), España (USD$ 1,4 millones) y Tailandia (USD$ 1,2 millones). En China, aterrizó en el tercer lugar detrás del filme local Yesterday Once More y la proyección continuada de El libro de la selva. Restaban otros tres territorios para estrenarse: Grecia el 28 de abril, Panamá el 5 de mayo y en Japón el 27 de mayo.

### Crítica
El cazador y la reina del hielo ha recibido críticas generalmente negativas de los críticos cinematográficos. En Rotten Tomatoes la película tiene una calificación de 17%, basado en 163 reseñas, con una calificación promedio de 4.2/10. El consenso del sitio indica, "El cazador y la reina del hielo es visualmente llamativa y cuenta con un reparto estelar, pero ninguna de estas características son suficientes para recomendar esta secuela totalmente innecesaria". En Metacritic, la película tiene una puntuación de 35 sobre 100, basada en 41 críticas, lo que indica "críticas generalmente desfavorables". En CinemaScore, el público dio a la película una calificación promedio de "B+" en una escala entre A+ hasta F.